# 6160 Minakata
6160 Minakata este un asteroid din centura principală de asteroizi.

## Descriere
6160 Minakata este un asteroid din centura principală de asteroizi. A fost descoperit pe 15 mai 1993 la Nachi-Katsuura de Yoshisada Shimizu și Takeshi Urata. Asteroidul prezintă o orbită caracterizată de o semiaxă mare de 2,30 ua, o excentricitate de 0,19 și o înclinație de 4,8° în raport cu ecliptica.